# شرمة (بروم ميفع)

'

تعديل مصدري - تعديل

شرمة هي إحدى قرى عزلة ميفع بمديرية بروم ميفع التابعة لمحافظة حضرموت، بلغ تعداد سكانها 360 نسمة حسب تعداد اليمن لعام 2004.